# Крутьковский, Владимир Кириллович
Владимир Кириллович Крутьковский (1914, Дебальцево, Екатеринославская губерния — 1986) — советский борец классического стиля, призёр чемпионатов СССР, Заслуженный мастер спорта СССР (1953), тренер. Судья всесоюзной категории (1951). Отличник физической культуры (1947). Заслуженный работник культуры РСФСР (1974).

## Биография
Выступал в средней весовой категории (до 79 кг). Работал начальником отдела Всесоюзного комитета по физической культуре и спорту при Совете Министров СССР. Возглавлял сборную команду страны по вольной борьбе на летних Олимпийских играх 1952 года в Хельсинки.
Является автором книг «Спортивная борьба в СССР: Справочники за 1953 и 1954 гг.» (1955) и «Вольная борьба: В помощь инструкторам и тренерам» (1964).
Участник Великой Отечественной войны.

## Награды
- Орден «Знак Почёта» (27 апреля 1957) — «за успехи, достигнутые в деле развития массового физкультурного движения в стране, повышения мастерства советских спортсменов, и успешное выступление на международных соревнованиях»
- Орден Отечественной войны II степени (1 августа 1986)
- Медаль «За оборону Москвы» (14 июля 1944)
- Медаль «За победу над Германией в Великой Отечественной войне 1941—1945 гг.» (19 июня 1945)
- Заслуженный работник культуры РСФСР (18 июня 1974)[5]

## Выступления на чемпионатах страны
- Чемпионат СССР по классической борьбе 1944 — ;
- Чемпионат СССР по классической борьбе 1945 — ;
- Чемпионат СССР по классической борьбе 1946 — ;
- Чемпионат СССР по классической борьбе 1949 — ;